# Efecto Josephson

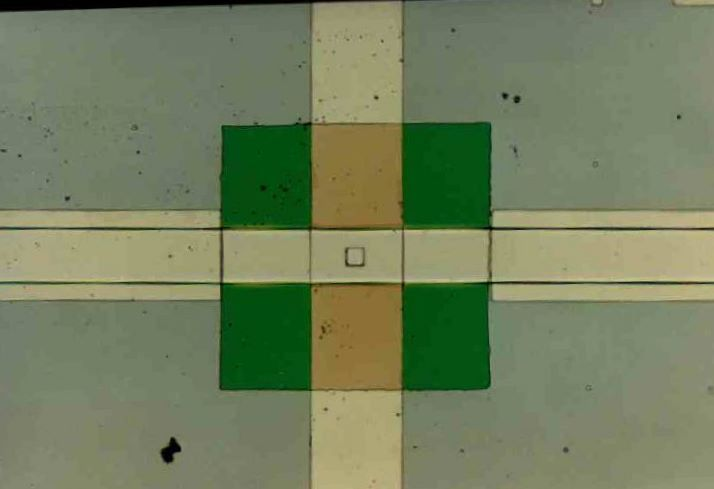
Una unión de Josephson real. La línea horizontal es el primer electrodo, mientras que la línea vertical es el segundo electrodo.
El cuadrado que las separa es un aislante que tiene en el centro donde se encuentran los dos electrodos una pequeña apertura a través de la cual está la verdadera unión Josephson.

El efecto Josephson es un efecto físico que se manifiesta por la aparición de una corriente eléctrica por efecto túnel entre dos superconductores separados.
El físico británico Brian David Josephson predijo tal efecto en 1962 Un año más tarde, las uniones Josephson fueron construidas por primera vez por Anderson y Rowell.
Estos trabajos le valieron a Josephson el premio Nobel de física en 1973 (junto con Leo Esaki e Ivar Giaever).

## Descripción
Según la teoría BCS, la corriente eléctrica en los superconductores no la transportan electrones simples como sería el caso normal, sino pares de electrones, los llamados pares de Cooper.
Cuando los dos superconductores están separados por una capa de un medio aislante o un metal no superconductor de unos pocos nanómetros, los pares de Cooper pueden atravesar la barrera por efecto túnel, un efecto característico de la mecánica cuántica. Aunque los pares de Cooper no pueden existir en un aislante o un metal no superconductor, cuando la capa que separa los dos superconductores es lo suficientemente estrecha, estos la pueden atravesar y guardar su coherencia de fase. Es la persistencia de esta coherencia de fase lo que da lugar al efecto Josephson.
Las ecuaciones básicas que gobiernan la dinámica del efecto Josephson son:

{\displaystyle V(t)={\frac {\hbar }{2e}}{\frac {\partial \phi }{\partial t}}}   (ecuación de la evolución de fase superconductora)

{\displaystyle I(t)=I_{c}\sin(\phi (t))}   (relación de Josephson o de enlace débil corriente-fase)

donde {\displaystyle V(t}) e {\displaystyle I(t)} son los voltajes y la corriente a través de la unión de Josephson, {\displaystyle \phi (t)} es la diferencia de fase entre las funciones de onda en los dos superconductores que forman la unión, e {\displaystyle I_{c}} es una constante, la corriente crítica de la unión. La corriente crítica es un parámetro experimental importante del dispositivo que puede alterarse tanto por la temperatura como por un campo magnético aplicado. La constante física, {\displaystyle {\begin{matrix}{\frac {h}{2e}}\end{matrix}}} es el cuanto de flujo magnético, la inversa del cual es la constante de Josephson.
Se distinguen dos tipos de efecto Josephson, el efecto Josephson continuo (D.C. Josephson effect en inglés) y el efecto Josephson alterno (A.C. Josephson effect en inglés).

## Efecto Josephson alterno
Con un voltaje fijo {\displaystyle U_{DC}} entre las uniones, la fase variará linealmente con el tiempo y la corriente será una corriente alterna con una amplitud de {\displaystyle I_{c}} y una frecuencia de {\displaystyle {\begin{matrix}{\frac {2e}{h}}\end{matrix}}}{\displaystyle U_{DC}}. Esto significa que la unión de Josephson puede funcionar como un convertidor voltaje-frecuencias perfecto.
La corriente a través de la barrera separando los superconductores es:

{\displaystyle I_{s}=I_{c}\sin(\phi _{1}-\phi _{2})}

donde {\displaystyle I_{c}} es una corriente característica de la unión y {\displaystyle \phi _{1,2}} son las fases superconductoras de los dos superconductores.
Por otra parte, la fase superconductora está conjugada canónicamente con el número de partículas, y obedece a la ecuación de movimiento:

{\displaystyle \hbar {\frac {d(\phi _{1}-\phi _{2})}{dt}}=2e(V_{1}-V_{2})}

donde {\displaystyle e} es la carga del electrón, y {\displaystyle V_{1}-V_{2}} es la diferencia de potencial existente entre los dos superconductores.
Por ello resulta que:

{\displaystyle I(t)=I_{c}\sin \left({\frac {2e}{\hbar }}(V_{1}-V_{2})t+\varphi _{0}\right)}

O dicho de otra forma, la aplicación de una diferencia de potencial conlleva las oscilaciones de la corriente superconductora a una frecuencia de {\displaystyle {\frac {2e}{h}}(V_{1}-V_{2})}. El efecto Josephson alterno es una forma de medir la relación {\displaystyle e/h}.

## Efecto Josephson continuo
El efecto Josephson continuo se refiere al fenómeno de una corriente continua que atraviesa el aislante en ausencia de un campo electromagnético externo. Se obtiene al aplicar un campo magnético a una unión de Josephson. El campo magnético produce un desfase entre los pares de Cooper que atraviesan la unión de forma análoga al efecto Aharonov-Bohm. Este desfase puede producir interferencias destructivas entre los pares de Cooper, lo que constituye una reducción de la corriente máxima que puede atravesar la unión.
Si {\displaystyle \Phi } es el flujo magnético a través de la unión, se tiene la relación:

{\displaystyle I_{s}^{max}=I_{c}{\frac {\sin {\frac {\pi \Phi }{\Phi _{0}}}}{\frac {\pi \Phi }{\Phi _{0}}}}}

El efecto Josephson continuo se aprovecha en los SQUIDs (Superconducting Quantum Inteference Device) para medir los campos magnéticos.